# 인크레더블 손오공
《인크레더블 손오공》(중국어: 济公之神龙再现, 영어: The Incredible Monk)은 2019년 개봉한 중국의 액션 영화이다.

## 출연진
- 진호민
- 진국곤